# Ctenomys minutus
Туко-туко крихітний (Ctenomys minutus) — вид гризунів родини тукотукових, що зустрічається на прибережних рівнинах штатів Ріу-Гранді-ду-Сул, Санта-Катаріна і Мату-Гросу, Бразилія. Можливо він також проживає і в східній Болівії, поки що ж у Болівії цей вид відомий тільки з одного населеного пункту в департаменті Санта-Крус.